# Дікс (Небраска)
Дікс (англ. Dix) — селище (англ. village) в США, в окрузі Кімболл штату Небраска. Населення — 187 осіб (2020).

## Географія
Дікс розташований за координатами 41°14′3″ пн. ш. 103°29′12″ зх. д. / 41.23417° пн. ш. 103.48667° зх. д. (41.234280, -103.486672).  За даними Бюро перепису населення США в 2010 році селище мало площу 0,57 км², уся площа — суходіл.

## Демографія
Згідно з переписом 2010 року, у селищі мешкало 255 осіб у 103 домогосподарствах у складі 74 родин. Густота населення становила 448 осіб/км².  Було 119 помешкань (209/км²).
Расовий склад населення:
| - 95,3 % — білих - 2,0 % — корінних американців - 1,2 % — азіатів |

До двох чи більше рас належало 0,8 %. Частка іспаномовних становила 4,3 % від усіх жителів.
За віковим діапазоном населення розподілялося таким чином: 26,3 % — особи молодші 18 років, 55,7 % — особи у віці 18—64 років, 18,0 % — особи у віці 65 років та старші. Медіана віку мешканця становила 38,8 року. На 100 осіб жіночої статі у селищі припадало 104,0 чоловіків;  на 100 жінок у віці від 18 років та старших — 113,6 чоловіків також старших 18 років.
Середній дохід на одне домашнє господарство  становив 41 269 доларів США (медіана — 36 500), а середній дохід на одну сім'ю — 48 895 доларів (медіана — 38 750). За межею бідності перебувало 25,8 % осіб, у тому числі 42,2 % дітей у віці до 18 років та 0,0 % осіб у віці 65 років та старших.
Цивільне працевлаштоване населення становило 131 осіб. Основні галузі зайнятості: сільське господарство, лісництво, риболовля — 22,9 %, роздрібна торгівля — 16,0 %, освіта, охорона здоров'я та соціальна допомога — 12,2 %, науковці, спеціалісти, менеджери — 10,7 %.